# 追着幸福跑
《追着幸福跑》是王宏橋执导的电视剧，2007年出品，共60集，该作主要讲述的是一个下岗工人谋生的时候所发的故事，该作受到了褒贬不一的评价。

## 剧情简介
下岗工人李洪刚决定通过继续工作来谋生，然而在谋生中遇到了很多匪夷所思的事情，不过最后，他还是决定靠自己的努力来活下去。

## 演员表
- 郭德纲
- 彭玉
- 雷恪生
- 姜超
- 史妍
- 于謙
- 胡珂瑜

## 相關連結
- 豆瓣电影上《追着幸福跑》的資料 （简体中文）